# Paul Wolfisberg
Paul Wolfisberg (né le 15 juin 1933 à Horw et mort le 24 août 2020 dans cette même commune) est un joueur et entraîneur de football suisse.

## Biographie
Né le 15 juin 1933 à Horw, Paul Wolfisberg commence le football au FC Horw, avant de rejoindre, à 17 ans, le FC Lucerne. En 1954, il rejoint le FC Bienne alors qu’il étudie au Technicum de la ville. Il retourne au FC Lucerne après que le nouvel entraîneur Rudi Gutendorf soit venu le rechercher. En 1960, il remporte la coupe de Suisse avec le club lucernois, dont il est capitaine.
En 1966, il devient l’entraîneur du SC Buochs, qu’il mène jusqu’en Ligue nationale B en 1972. Après avoir quitté son poste au terme de la saison 1971-1972, il le reprend en décembre 1972 en vue du deuxième tour. En 1975, il fait une première pige comme co-entraîneur du FC Lucerne avec Josef Vogel, en remplacement d’Ilijas Pašić, avant d’être remplacés par Otto Luttrop (de). Il rebondit en octobre 1975 au SC Kriens, où il succède à Egon Milder (de), décédé quelques jours auparavant. Il mène l’équipe lucernoise en LNB au terme de la saison 1975-1976. En juillet 1977, il est relevé de ses fonctions d’entraîneur de Kriens pour des raisons médicales, mais en conserve la direction technique. Un an plus tard, il est nommé directeur technique du FC Lucerne. En tandem avec Josef Vogel, il mène le club du chef-lieu lucernois en Ligue nationale A en 1979.
En 1981, il est nommé sélectionneur de l’équipe de Suisse, qu’il dirige durant cinquante-deux matches de 1981 à 1985, échouant de peu dans la qualification pour le Mundial 1986 (la Suisse termine troisième de son groupe éliminatoire derrière le Danemark et l'URSS). En 1989, il épaule Uli Stielike le temps d’un match à la tête de la Nati.
Il meurt le 24 août 2020 à son domicile d’Horw.